# Theodora Niemeijer Prijs
De Theodora Niemeijer Prijs is een Nederlandse stimuleringsprijs voor vrouwelijke beeldende kunstenaars, georganiseerd door Stichting Niemeijer Fonds en het Van Abbemuseum. De prijs werd in 2012 voor het eerst uitgereikt, omdat werken van vrouwelijke kunstenaars sterk ondervertegenwoordigd zijn in museale collecties en tentoonstellingen. De prijs is genoemd naar Theodora Niemeijer (Groningen 1912 – Laren 2004), dochter van een bekende tabaksfabrikant uit Groningen en beeldend kunstenaar. De eerste vijf edities zijn toegekend aan beginnende vrouwelijke beeldende kunstenaars, sinds 2023 richt de prijs zich op mid career vrouwelijke kunstenaars en is er een groter geldbedrag aan verbonden van 100.000 Euro. Daarmee is het de grootste vrij besteedbare Nederlandse kunstprijs. Het is de enige Nederlandse kunstprijs speciaal voor vrouwelijke kunstenaars. 

## Laureaten
- 2012 - Sarah van Sonsbeeck[3]
- 2014 - Sachi Miyachi[4]
- 2016 - Sissel Marie Tonn[5]
- 2018 - Josefin Arnell[6]
- 2021 - Silvia Martes[7]
- 2023 - Sara Sejin Chang (voorheen Sara van der Heide)[8]
- 2025 - Femke Herregraven